# Colosteus
Colosteus es un género de tetrápodos de la familia Colosteidae que vivió durante el periodo Pensilvánico ( Carbonífero Superior). Tenía un cuerpo alargado y serpentiforme con miembros delgados. El cuerpo estaba cubierto por escamas. Media cerca de 1 metro de longitud. Sus fósiles han sido hallados Ohio.